# Притирание
Притирание — отделочная операция механической обработки с целью подгонки главным образом деталей, работающих в паре (например, клапан — седло клапана). В ходе операции с обрабатываемой поверхности детали снимается слой материала с помощью абразивных зерен, свободно распределённых в пасте или суспензии. Притирочная паста или суспензия наносится на поверхность инструмента — притира. Операция сводится к многократным относительным перемещениям притира — и детали или обеих деталей совместно с абразивным материалом. Притир исправляет форму детали в пределах допуска и уменьшает шероховатость поверхности. Такая техника отделочной операции позволяет получать поверхности шероховатостью Ra = 2,25 мкм и Rz = 0,1—0,025 мкм с отклонениями от требуемой геометрической формы до 0,1—0,3 мкм.
Не следует путать с притиркой концевых мер длины.

## Виды притирочных операций
- Ручная притирка
- Полумеханическая притирка
- Механическая притирка

Ручная притирка применяется в единичном производстве и при обработке деталей сложной формы.
Полумеханическая притирка используется в мелкосерийном производстве. Главное движение выполняется притирочным станком, а подача абразива на притирочную плиту выполняется оператором вручную.
Механическая притирка предназначена для крупносерийного и массового производства. Главное движение и подача абразива выполняется притирочным станком, работу которого контролирует оператор.
Пасты и суспензии для притирки изготовляют из различных абразивных материалов, таких как Карбид кремния, Окись алюминия, Карбид бора, алмаз и т. д. Выбор абразива и размер зерна зависят от типа и твёрдости обрабатываемого материала и требований к конечному результату обработки.
Зернистость М20—М40 служит для предварительной доводки поверхностей до шероховатости Ra = 0,16-0,63мкм, М10—М14 —для получистовой доводки до Ra = 0,04-0,08 мкм, Ml—МЗ — для окончательной доводки до Ra = 0,02-0,04 мкм.
В технологии доводки основную роль играют притиры. Притир должен быть жёстким и износостойким, чтобы сохранять форму и точность рабочей поверхности. Притиры изготовляют из чугуна, стали, меди, бронзы, стекла, керамики, алюминия, нержавеющей стали, твёрдых и вязких пород дерева, композитных материалов. Наибольшее распространение имеют притиры из чугуна. Сталь применяется для изготовления тонких длинных притиров, стекло — для особо точной притирки, композитные притиры используются в основном с алмазной суспензией, для обработки изделий из твёрдых сплавов.
В зависимости от вида обработки, изготовляют притиры для черновой и чистовой доводки. Притиры для черновой обработки имеют канавки, в которых задерживается притирочная паста или смесь и отходы обработки. Притиры для чистовой обработки каналов не имеют.
При доводке плоских поверхностей используют плоские притиры-плиты, при доводке цилиндрических и конических поверхностей — круглые притиры.
Притиры для доводки отверстий изготовляют в виде втулок, насаженных на оправки. Притиры бывают регулируемые и нерегулируемые. Регулируемые имеют разрезную рубашку с внутренним конусом конусностью 1:50 и разжимное устройство, которое при перемещении конуса увеличивает диаметр притира. Начальный диаметр притира обычно на 0,005—0,03 мм меньше диаметра обрабатываемого отверстия. Длина рабочей поверхности притира составляет: для сквозных отверстий 1,2—1,5 глубины обрабатываемого отверстия, а для глухих— меньше его глубины.

## Притирочный станок
Станок для доводки и притирки плоских и цилиндрических поверхностей изделий при помощи Притиров, на поверхность которых наносятся абразивные смеси, пасты, суспензии. Различают вертикальные притирочные станки(для обработки наружных и внутренних поверхностей) и горизонтальные притирочные станки (для наружных поверхностей). Горизонтальный притирочный станок имеет одну или две притирочные плиты, между которыми в сепараторе (деталедержателе) помещаются детали, подлежащие обработке. Плиты вращаются с различной частотой в одну или в противоположные стороны, сепаратор совершает колебательное движение в горизонтальной плоскости. В результате сложного движения обрабатываемых поверхностей деталей относительно притирочных плит обеспечивается равномерная их обработка, высокая точность формы (погрешность до 1—3 мкм).

## Притирочная плита
Притирочные плиты используются на станках вертикального типа. Притирание производится плавными разнонаправленными движениями.
Притирочные плиты изготовляют из чугуна, твердосплавных металлов, стали, меди, бронзы, стекла, керамики, алюминия, нержавеющей стали, твёрдых и вязких пород дерева, композитных материалов.